# Thausgea lolo
Thausgea lolo är en fjärilsart som beskrevs av Pierre E.L. Viette 1966. Thausgea lolo ingår i släktet Thausgea och familjen nattflyn. Inga underarter finns listade i Catalogue of Life.